# Йоахим Фест
Йоахим Фест (на немски: Joachim Fest) с цяло име Йоахим Клеменс Фест е германски писател, есеист, историк, публицист и автор на биографии.

## Биография
Йоахим Фест е роден през 1926 г. в Берлин. Осемнадесетгодишен взима участие в заключителната фаза на войната. Попада в американски плен и близо две години прекарва във френски военнопленнически лагер в Лаон.
След освобождаването си през 1947 г. полага матура във Фрайбург и до 1953 г. следва право, а също история, социология, германистика и история на изкуството в университетите на Фрайбург, Франкфурт на Майн и Берлин. След като получава това разнообразно хуманитарно образование, Фест става журналист.
В началото на 50-те години активно участва в дейността на берлинския клон на Християндемократическия съюз. През 1961 г. се премества в Хамбург и постъпва на работа като редактор в Северногерманското радио, а от 1963 до 1968 заема длъжността главен редактор. След това приема поканата да бъде водещ редактор в един от най-влиятелните вестници на ФРГ „Франкфуртер Алгемайне Цайтунг“. През 1993 г. се оттегля от ръководството на вестника и се отдава изцяло на литературната си дейност като изследващ историк.
Йоахим Фест вече си е създал световна известност с изследванията си върху историята и същността на Третия райх. Но най-значимото му произведение е пространната биография на Адолф Хитлер (1973), бързо преведена на многобройни езици и до 2006 г. публикувана общо в 800 000 екземпляра.
Следват широко дискутирани книги за живота и дейността на Алберт Шпеер (1999), както и за немската съпротива срещу Хитлер.
Йоахим Фест умира на 11 септември 2006 г., няколко дни преди публикуването на мемоарите му „Не и аз – спомени от детството и младостта“.

## Награди и отличия
- 1972: Theodor-Wolff-Preis
- 1973: Thomas-Dehler-Preis
- 1978: „Федерален орден за заслуги“
- 1981: „Награда Томас Ман“ на град Любек
- 1992: Görres-Preis der Stadt Koblenz
- 1996: „Награда Фридрих Шидел“
- 1996: „Награда Лудвиг Бьорне“
- 1999: Eduard-Rhein-Preis
- 1999: Wilhelm-Leuschner-Medaille
- 2000: Hildegard-von-Bingen-Preis für Publizistik
- 2002: Hanns Martin Schleyer-Preis
- 2003: Einhard-Preis für biographische Literatur
- 2004: Eugen-Bolz-Preis
- 2006: Henri-Nannen-Preis